# Nikokreon (Verschwörer)
Nikokreon (altgriechisch Νικοκρέων Nikokréōn) war ein Verschwörer gegen den König Euagoras I. von Salamis auf Zypern.
Doch seine Verschwörung um 375 v. Chr. blieb erfolglos und er musste aus Salamis fliehen. Seine Tochter wurde die Geliebte des Euagoras und seines Sohnes und Thronfolgers Pnytagoras. Aus dieser Verbindung stammt laut der Überlieferung der spätere König Pnytagoras, der wiederum Vater des Königs Nikokreon war, dessen Name wohl an Nikokreon erinnern sollte.